# Barimale Estate, Mudigere
Barimale Estate là một làng thuộc tehsil Mudigere, huyện Chikmagalur, bang Karnataka, Ấn Độ.